# Erysimum vassilczenkoi
Erysimum vassilczenkoi är en korsblommig växtart som beskrevs av Adolf Polatschek. Erysimum vassilczenkoi ingår i släktet kårlar, och familjen korsblommiga växter. Inga underarter finns listade i Catalogue of Life.